# Stemmerhof

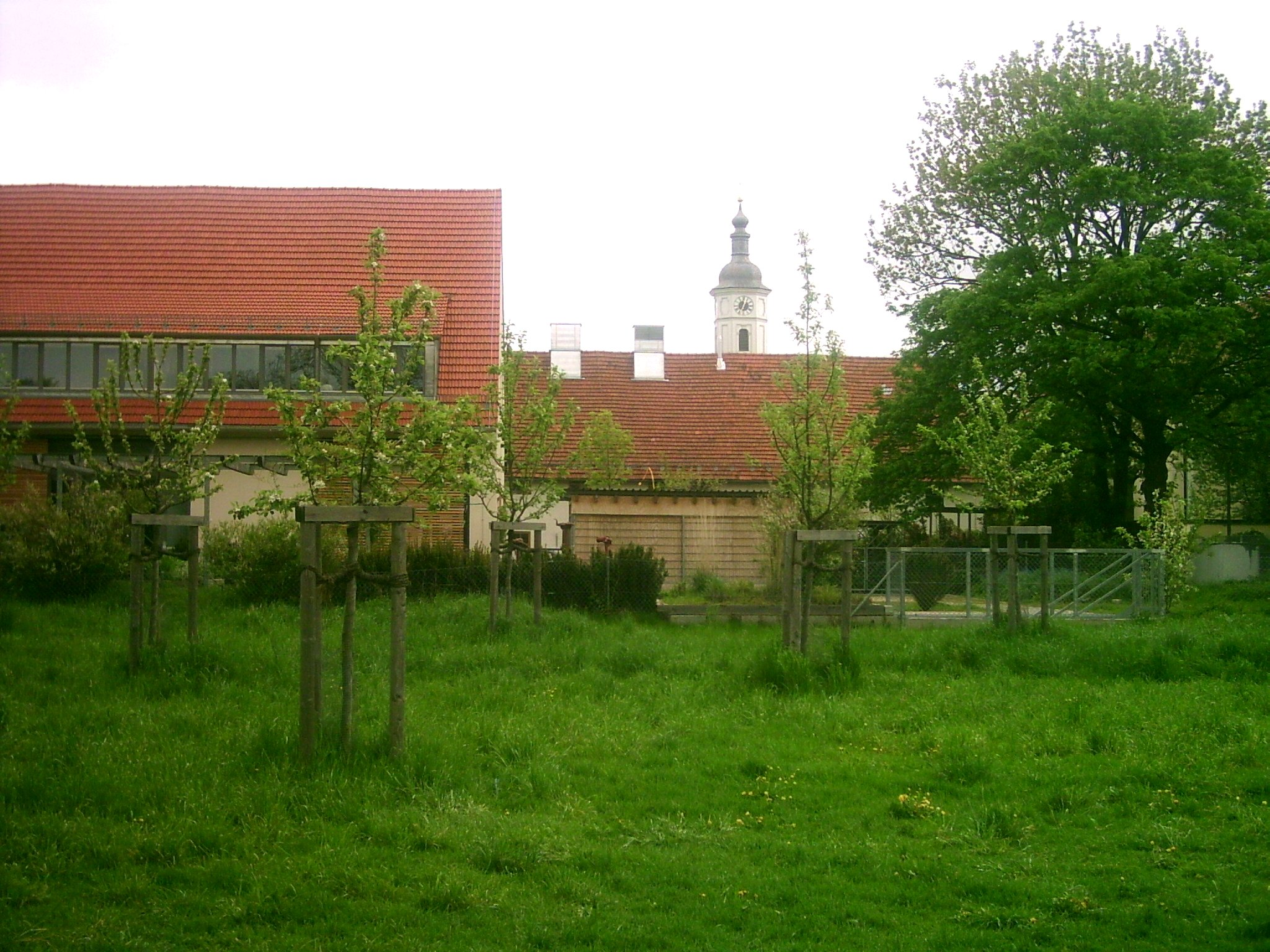
Die alte Sendlinger Kirche St. Margaret von der Stemmerwiese aus gesehen, im Vordergrund ehemalige Wirtschaftsgebäude des Hofes

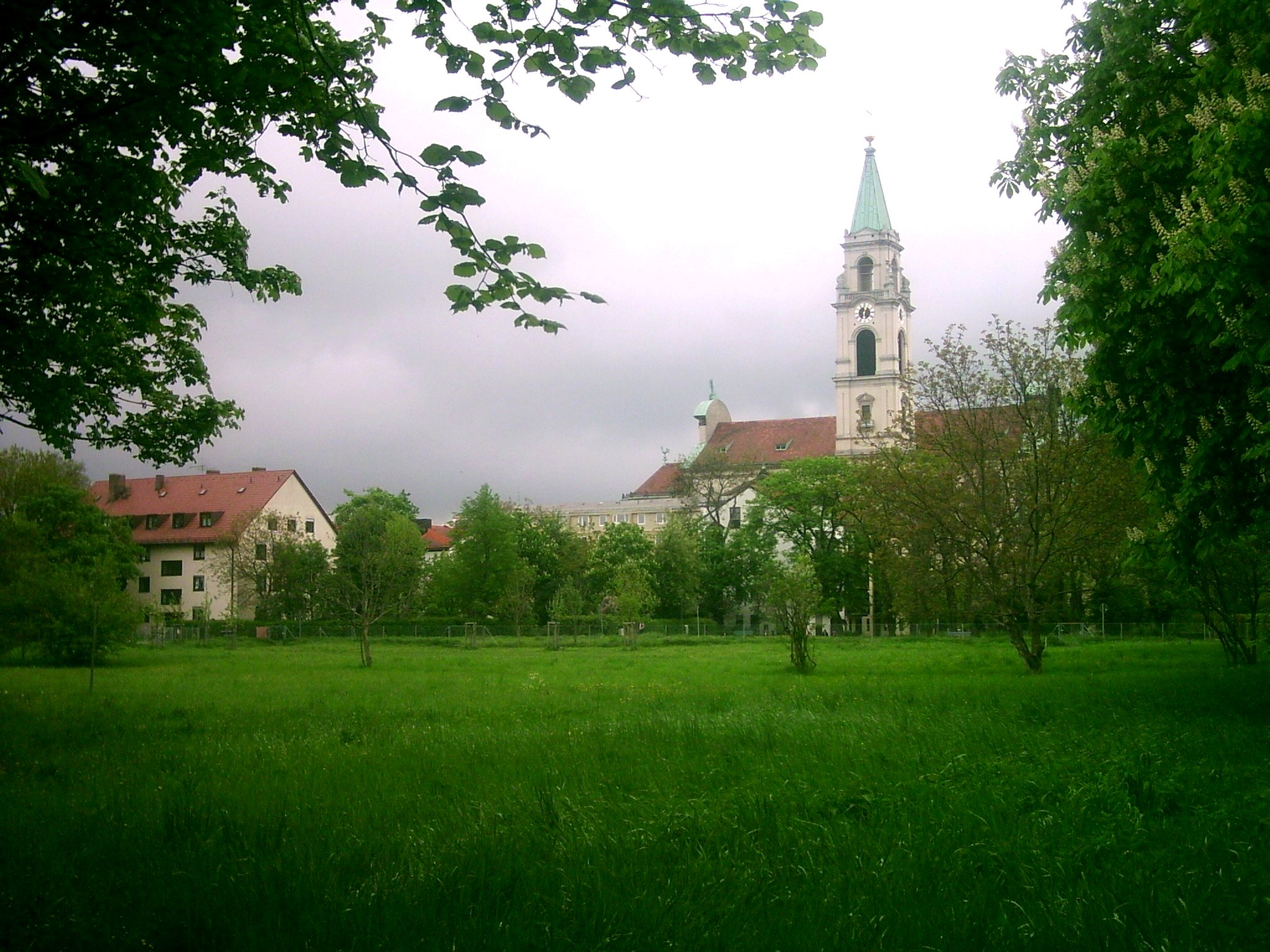
Die neue Margaretenkirche von der Stemmerwiese aus gesehen

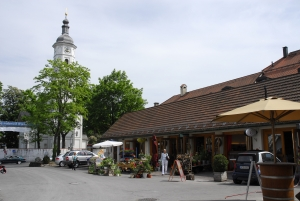
Hof des Stemmerhofs, Blickrichtung Osten auf die alte Sendlinger Pfarrkirche St. Margaret

Der Stemmerhof im Münchner Stadtbezirk Sendling ist ein ehemaliger Bauernhof, der heute einen Dorfplatz, Geschäfte, Gaststätten und Räume für Ausstellungen und Kulturveranstaltungen umfasst. Der Stemmerhof war bis 1992 der letzte Bauernhof mit Milchwirtschaft im engeren Stadtgebiet.

## Geschichte
Der über Jahrhunderte von der Familie Stemmer bewirtschaftete Hof wurde erstmals 1381 als Schenkung des Otto von Pienzenau, herzoglicher Gouverneur und Oberrichter von Oberbayern, an das Heiliggeistspital in München erwähnt. Der Hof blieb über fast 500 Jahre im Eigentum des Heiliggeistspitals und wurde als Leibgedinge in der Familie weiter vererbt.
1638 fiel der Hof dem Dreißigjährigen Krieg zum Opfer und wurde als Brandstätte in Akten erwähnt. 1666 nach dem Wiederaufbau durch Veith Hochmayr wird er so beschrieben: eine eingadige (einstöckige) Holzbehausung samt Ross- und Viehstallung, einen Getreidestadl mit zwei Dreschtennen und einen Wagenschupfen (offene Holzständerhalle) umgeben von einer "mittleren Hofraithe" und einen (zehentfreien) Krautgarten. Aufgebaut als ein Dreiseithof, mit Wohnung und Viehstallung unter einem Dach und den davon getrennten Nebengebäuden, die den Binnenhof von drei Seiten umschlossen. Nach zahlreichen Missernten, Viehseuchen und Brandschäden verkaufte die Witwe von Johann Obermayer, einem Nachkommen des Veith, die Grundbarkeit am Hof im Jahr 1799 an Georg Stemmer.
Laut Grundbuch von 1827 betrugen die Hofgründe fast 65 Tagwerk Äcker und Wiesen, etwa 25 Tagwerk zugepachteten Gemeindeteil und über 17 Tagwerk Wald. 1833 verstarb Georg Stemmer und die Witwe übergab das Anwesen dem ältesten Sohn Georg Stemmer. 1864 wurde die „Obereigentumsverbindlichkeit“ zum Heiliggeistspital in München von Georg Stemmer nach einem (wertmindernden) Brand mit 5595 Gulden abgelöst, was heute etwa 60.000 Euro entspricht. Der folgende Neubau stammt aus dem Jahr 1862 und stellt den heutigen denkmalgeschützten Zustand dar.
Im 19. Jahrhundert kam die Familie nach der Eingemeindung Sendlings durch den Verkauf landwirtschaftlicher Flächen als Bauland zu Reichtum, sie stiftete auch den Baugrund für die Neue Pfarrkirche St. Margaret und stellte gemeinsam mit zwei anderen Sendlinger Bauern große Geldbeträge für den Kirchenbauverein zur Verfügung.

Das Grab der Familie Stemmer auf dem Sendlinger Friedhof

In den 1980er-Jahren tobte eine heftige Auseinandersetzung um die Bebauung der westlich des Hofes gelegenen Stemmerwiese, der letzten großen naturnahen Freifläche im alten Sendlinger Dorfkern. Eine Bürgerinitiative zur Erhaltung der gesamten Wiese scheiterte und die Stadt München setzte sich mit ihrem Plan einer Teilüberbauung zur Schaffung von Wohnraum durch. Die Ereignisse fanden einen Niederschlag im Roman Wurzelwerk des Autors Bernhard Setzwein.
Nach der Auflassung der Landwirtschaft 1992 wurde das Ensemble durch einen strengen Bebauungsplan vor größeren baulichen Veränderungen geschützt. Heute beherbergt es eine bunte Mischung von Läden mit Schwerpunkt Ökologie, Künstlerwerkstätten und ein Café. In der sanierten früheren Westscheune des Hofes ist heute die therapeutische Tagesstätte MUTABOR, eine Kindertagesstätte, das österreichische Restaurant Ö1, die Konzertagentur Monaco Sessions, das Fotostudio Stemmerhof Studios und das Hoftheater untergebracht. Der Hof wirkt noch immer wie eine dörfliche Oase der Ruhe in der Hektik der Großstadt. Besonders vom erhaltenen Restareal der Stemmerwiese aus ist noch immer der ehemals ländliche Charakter des Stadtteils spürbar.

## Lage
Der Hof liegt an der westlichen Isarhangkante, dem sogenannten Sendlinger Berg an der Plinganserstraße direkt gegenüber der Alten Pfarrkirche St. Margaret.